# Bệnh viện Trung ương Quân đội 108
Bệnh viện Trung ương Quân đội 108 , trước đây có tên gọi là Viện Quân y 108, trực thuộc Bộ Quốc phòng Việt Nam, bệnh viện đa khoa, chiến lược tuyến cuối của Bộ Quốc phòng, một trong 05 Bệnh viện hạng đặc biệt quốc gia. Có nhiệm vụ khám chữa bệnh cho cán bộ cao cấp của Đảng, Nhà nước, Quân đội nhân dân Việt Nam, quốc tế và tất cả các đối tượng khác.

## Lịch sử hình thành
- Tiền thân là Bệnh viện Thủy Khẩu, hình thành từ năm 1950, phục vụ chiến dịch Biên giới trên đất Thủy Khẩu - Trung Quốc. Bệnh viện Trung ương Quân đội 108 chính thức được thành lập ngày 01/4/1951 tại Làng Nông, xã Yên Trạch, huyện Phú Lương, tỉnh Thái Nguyên với tên gọi đầu tiên là Bệnh viện Trung ương Yên Trạch. Tháng 7.1951, Bệnh viện được đổi tên thành Phân viện 8. Từ 1954, bệnh viện về Thủ đô, với các tên gọi mới qua các thời kỳ: Quân y viện 108 (6-1956), Viện quân y 108 (1960).
- Địa điểm hiện tại của bệnh viện là Nhà thương Đồn Thủy trước kia, vốn là nhà thương do quân đội Pháp xây dựng từ năm 1894 (Bệnh viện Lanessan), nay là Bệnh viện Trung ương Quân đội 108 và Bệnh viện Hữu Nghị Việt-Xô..
- Năm 1995 Bệnh viện được chính thức mang tên Bệnh viện TWQĐ 108. Ngày 06 tháng 9 năm 2002, Bệnh viện TWQĐ 108 được chuyển từ Tổng cục Hậu cần về trực thuộc Bộ Quốc phòng
- Ngày 08 tháng 5 năm 2003, Bộ trưởng Bộ Quốc phòng quyết định cho Bệnh viện TWQĐ 108 được mang thêm phiên hiệu Viện Nghiên cứu Khoa học Y-Dược lâm sàng 108 thuộc Bộ Quốc phòng, có con dấu riêng,có chức năng đào tạo sau đại học (Bác sĩ Chuyên khoa cấp 1, cấp 2 và Tiến sĩ y học).

## Chức năng, nhiệm vụ
- Thực hiện khám bệnh, cấp cứu, thu dung, điều trị bệnh nhân; bảo vệ chăm sóc sức khỏe cán bộ cao cấp của Đảng, Nhà nước, Quân đội nhân dân Việt Nam và quốc tế.
- Tổ chức khám bệnh, giám định y khoa, cấp cứu, thu dung, điều trị bệnh nhân là quân nhân, công nhân, viên chức quốc phòng và các đối tượng khác theo quy định của pháp luật và Bộ Quốc phòng.
- Nghiên cứu khoa học y dược lâm sàng, tham gia huấn luyện, đào tạo, chỉ đạo tuyến, hợp tác quốc tế trong lĩnh vực y dược học quân sự và các ngành y học khác; nghiên cứu, ứng dụng kỹ thuật y học trong phòng, chống thảm họa và ứng phó với các tình huống khẩn cấp của Quân đội và quốc gia.
- Quản lý và tổ chức vận hành nhà tang lễ quốc gia theo quy định

## Tổ chức chính quyền

### Ban Giám đốc
- Giám đốc: Thiếu tướng GS. TS Lê Hữu Song (Được Đại học Tubingen, CHLB Đức bổ nhiệm Giáo sư từ 01/01/2024)
- Phó giám đốc thường trực: Thiếu tướng PGS.TS Nguyễn Hoàng Ngọc
- Phó giám đốc Kế hoạch Tổng hợp: Thiếu tướng PGS.TS Lê Văn Trường
- Phó giám đốc Ngoại khoa: Thiếu tướng GS.TSKH Nguyễn Thế Hoàng
- Phó giám đốc Nội khoa: Thiếu tướng PGS.TS Phạm Thái Giang
- Phó giám đốc Huấn luyện - NCKH:  Đại tá PGS.TS Vũ Ngọc Lâm

### Khối cơ quan
- Phòng Chính trị.
- Phòng Kế hoạch - Tổng hợp.
- Phòng Khoa học quân sự
- Trung tâm đào tạo và chỉ đạo tuyến.
- Ban Quân lực.
- Phòng Điều dưỡng.
- Phòng Tham mưu - Hành chính.
- Phòng Tài chính.
- Phòng Hậu cần - Kỹ thuật.
- Ban quản lý các dự án đầu tư và xây dựng.
- Ban Quản lý Nhà tang lễ Quốc gia.
- Ban Quản lý chất lượng bệnh viện.
- Ban Công nghệ thông tin.
- Ban Công tác xã hội.
- Ban Điều hành, quản lý các tòa nhà.

### Viện, trung tâm
- Viện điều trị cán bộ cao cấp Quân đội (A1). Viện gồm có 2 khoa:
  - Khoa Nội Tổng hợp (A1-A)
  - Khoa Bệnh Cấp tính và Cấp cứu (A1-C)
- Trung tâm ứng phó các tình huống khẩn cấp
- Viện Bảo vệ, chăm sóc sức khỏe cán bộ Trung ương
- Viện Tim mạch (A2). Viện gồm có 4 khoa:
  - Khoa Nội Tim mạch (Khoa A2-A).
  - Khoa Phẫu thuật Tim mạch (Khoa A2-B).
  - Khoa Chẩn đoán và Can thiệp Tim mạch (Khoa A2-C).
  - Khoa Hồi sức Tim mạch (A2-D)
- Viện Điều trị các bệnh Tiêu hoá (A3). Viện gồm có 4 khoa:
  - Khoa điều trị bệnh Ống tiêu hoá (A3-A)
  - Khoa điều trị Gan, Mật, Tụy (A3-B)
  - Khoa Cấp cứu tiêu hóa (A3-C)
  - Khoa Nội soi tiêu hóa (A3-D)
- Viện Lâm sàng các bệnh Truyền nhiễm (A4). Viện gồm có 4 khoa:
  - Khoa bệnh lây đường máu (A4-A).
  - Khoa bệnh lây đường tiêu hóa (A4-B).
  - Khoa bệnh lây đường hô hấp (A4-C)
  - Khoa hồi sức truyền nhiễm (A4-D)
- Viện Ung thư (A6). Viện gồm có 4 khoa:
  - Khoa Chống đau và chăm sóc giảm nhẹ (A6-A)
  - Khoa Hóa trị (A6-B)
  - Khoa Xạ trị - Xạ phẫu (A6-C)
  - Khoa Ung thư tổng hợp (A6-D)
- Viện Thần kinh (A7). Viện gồm có 4 khoa:
  - Khoa Nội Thần kinh (A7-A)
  - Khoa Ngoại Thần kinh (A7-B)
  - Khoa Đột quỵ não (A7-C)
  - Khoa Hồi sức Thần kinh (A7-D)
- Viện Chấn thương - Chỉnh hình (B1). Viện gồm có 4 khoa:
  - Khoa Chấn thương - Chỉnh hình tổng hợp (Khoa B1-A).
  - Khoa Chấn thương chi trên và Vi phẫu (Khoa B1-B).
  - Khoa Phẫu thuật khớp (Khoa B1-C).
  - Khoa Chấn thương chỉnh hình cột sống (khoa B1-D).
- Viện Phẫu thuật Tiêu hoá (B3). Viện gồm có 3 khoa:
  - Khoa Phẫu thuật Ống tiêu hoá (B3-A)
  - Khoa Phẫu thuật Gan mật tuỵ (B3-B)
  - Khoa Phẫu thuật Hậu môn Trực tràng (B3-C)
- Trung tâm Da liễu – Dị ứng (A8). Gồm có 2 khoa:
  - Khoa Da liêu (A8-A)
  - Khoa Dị ứng (A8-B)
- Trung tâm Hồi sức tích cực (A12). Gồm có 2 khoa:
  - Khoa Hồi sức nội khoa và chống độc (A12-A)
  - Khoa Hồi sức ngoại khoa và ghép tạng (A12-B)
- Trung tâm Tiết niệu và Nam khoa (B2). Gồm có 3 khoa:
  - Khoa Tiết niệu trên (B2-A)
  - Khoa Tiết niệu dưới (B2-B)
  - Khoa Nam học (B2-C)
- Trung tâm Phẫu thuật sọ mặt và tạo hình. Gồm có 2 khoa:
  - Khoa Phẫu thuật Sọ mặt (B8-A)
  - hoa Phẫu thuật tạo hình và vi phẫu (B8-B)
- Trung tâm Khám bệnh đa khoa và điều trị theo yêu cầu (C1-1)
- Trung tâm Xét nghiệm (C2). Gồm có 6 khoa:
  - Khoa Huyết học (C2-A)
  - Khoa Sinh hóa (C2-B)
  - Khoa Vi sinh vật (C2-C)
  - Khoa Miễn dịch (C2-D)
  - Khoa Giải phẫu bệnh lý (C2-E)
  - Khoa Sinh học phân tử (C2-F)
- Trung tâm Chẩn đoán hình ảnh. Gồm có 3 khoa:
  - Khoa X-Quang chẩn đoán (C8-A)
  - Khoa Điện quang can thiệp (C8-B)
  - Khoa Siêu âm chẩn đoán (C8-C)
- Trung tâm Máy Gia tốc (C18)
- Trung tâm Huấn luyện, đào tạo và chỉ đạo tuyến
- Trung tâm nghiên cứu Y học Việt Đức (VG-CARE)
- Trung tâm Hỗ trợ sinh sản
- Trung tâm Tư vấn di truyền và sàng lọc ung thư
- Trung tâm Nghiên cứu ứng dụng tế bào gốc

### Khối nội
- Khoa Nội hô hấp (A5)
- Khoa Nhi (A9)
- Khoa Y học cổ truyền (A10)
- Khoa Nội tiết (A14)
- Khoa Nội thận và Lọc máu (A15)
- Khoa Quốc tế (A16)
- Khoa Nội Cơ, Xương, Khớp (A17)
- Khoa Huyết học lâm sàng (A18)
- Khoa Y học hạt nhân (A20)

### Khối ngoại
- Khoa Ngoại Lồng ngực (B4)
- Khoa Gây mê hồi sức (B5)
- Khoa Mắt (B7)
- Khoa Tai Mũi Họng ( B9)
- Khoa Răng (B10)
- Khoa Phụ sản ( B11)

### Khối cận lâm sàng
- Khoa Khám bệnh Cán bộ cao cấp (C1-2)
- Khoa Cấp cứu (C1-3)
- Khoa Phục hồi chức năng (C6)
- Khoa Chẩn đoán chức năng (C7)
- Khoa Dược (C9)
- Khoa Trang bị (C10)
- Khoa Dinh dưỡng (C11)
- Khoa Chống nhiễm khuẩn (C12)
- Khoa Y học thực nghiệm (C15)
- Khoa Truyền máu (C16)

## Giám đốc qua các thời kỳ
- 5.1951-7.1951: Vũ Văn Cẩn
- 7.1951-11.1952: Trần Bảo
- 1952-1954: Phạm Gia Triệu, Thiếu tướng (1985), Giáo sư, Tiến sĩ, Thầy thuốc Nhân dân, Anh hùng Lực lượng vũ trang nhân dân.
- 1954-1955: Nguyễn Thế Khánh, Trung tướng (1995), Giáo sư, Tiến sĩ, Thầy thuốc Nhân dân.
- 1955-1956: Như Thế Bảo
- 1956-1960: Lê Văn Phụng
- 1960-1963: Nguyễn Minh Tâm
- 1963-1966: Lê Khắc Thiện, quyền Viện trưởng
- 1966-1987, Nguyễn Thế Khánh, Trung tướng (1995), Giáo sư, Tiến sĩ, Thầy thuốc Nhân dân.
- 1985-1995, Bùi Đại, Thiếu tướng (1985), Giáo sư, Tiến sĩ.
- 1995-1998: Vũ Bằng Đình, Đại tá, Phó Giáo sư, Phó Tiến sĩ, Thầy thuốc Nhân dân.
- 1998-2008, Đinh Ngọc Duy, Trung tướng (2006), Tiến sĩ, Thầy thuốc Nhân dân.
- 2008-2014, Trần Duy Anh, Trung tướng (2011), Phó Giáo sư, Tiến sĩ, Thầy thuốc Nhân dân.
- 2014- 2023, Mai Hồng Bàng, Trung tướng (2017), Giáo sư, Tiến sĩ, Thầy thuốc Nhân dân
- 2023 - nay, Lê Hữu Song, Thiếu tướng (2023), Giáo sư, Tiến sĩ.

## Chính ủy qua các thời kỳ
- 1955-1958: Nguyễn Oanh
- 1958-1960: Lê Ngọc Tấn, Đại tá
- 1960-1981: Lê Đình Lý, Đại tá
- 2004-2009, Nguyễn Hồng Giang, PGS.TS, Thiếu tướng (2007), Nữ tướng thứ 2, Phó Giáo sư, Tiến sĩ, Thầy thuốc Nhân dân
- 7.2009-2013, Nguyễn Trọng Chính, PGS.TS, Thiếu tướng (2009), Giáo sư, Tiến sĩ, Thầy thuốc Nhân dân, nay là Chính ủy Học viện quân y
- 2013-2017, Lê Thu Hà, Trung tướng (2014), nguyên Phó Giám đốc Bệnh viện 108, Nữ tướng thứ 4, Phó Giáo sư, Tiến sĩ, Thầy thuốc Nhân dân

## Viện Phó, Phó Viện trưởng, Phó Giám đốc chuyên môn qua các thời kỳ
- Võ Văn Vinh, Thiếu tướng
- Nguyễn Thúc Tùng, Đại tá
- Nguyễn Ngọc Doãn, Thiếu tướng (1985)
- Nguyễn Huy Phan, Thiếu tướng
- Đỗ Đình Luận, Đại tá
- Nguyễn Văn Âu, Thiếu tướng
- Phạm Tử Dương, Thiếu tướng (1990)
- Nguyễn Kim Nữ Hiếu, Đại tá
- Nguyễn Bắc Hùng, Đại tá
- Lê Xuân Thục, Đại tá
- Hoàng Minh Châu , Đại tá
- Nguyễn Tiến Bình, Trung tướng
- Phạm Hòa Bình, Thiếu tướng (2009)
- Nguyễn Việt Tiến, Thiếu tướng (2010)
- Phạm Nguyên Sơn, Thiếu tướng (2017)
- Nguyễn Thế Hoàng, Thiếu tướng (2021)
- Lâm Khánh, Thiếu tướng (2021).
- Nguyễn Hoàng Ngọc, Thiếu tướng (2022)